# Charles Champion Gilbert
Pour les articles homonymes, voir Charles Gilbert et Gilbert.
Charles Champion Gilbert (né le 1er mars 1822 à Zanesville dans l'Ohio, et mort le 17 janvier 1903 à Baltimore) était un officier de l'US Army lors de la guerre américano-mexicaine et de la guerre de Sécession.

## Avant la guerre
Charles Champion Gilbert est diplômé de l'Académie militaire de West Point en 1846.